# Взятие Петровска (март 1918)
Взятие Петровска — военная операция вооружённых сил Дагестанского исполнительного комитета в марте 1918 года по установлению своей власти в захваченном Революционным комитетом городе Петровске (сейчас — Махачкала) и разоружению красногвардейских формирований; отправная точка в Гражданской войне в Дагестане. Город был сдан большевиками без сопротивления, ревком отступил в Астрахань и Баку.

## Предыстория
В ходе революционных процессов дагестанское общество разделилось на два противоборствующие политические течения: блок социалистов и шариатский блок. К 1918 году конфликт обострился, в результате чего шариатисты во главе с шейхом Гоцинским устроили в январе поход на Темир-Хан-Шуру с целью демонстрации силы и захвата власти, однако после требований Дагестанского исполнительного комитета — областного органа Временного правительства — Гоцинский пошёл на уступки. Социалисты тем временем готовы были оборонять город, но до боевого столкновения не дошло.
Произошедшая в Петрограде Октябрьская революция, в ходе которой большевики захватили власть, к весне 1918 года распространилась на южные регионы бывшей империи: Астрахань и Баку были в руках большевиков, социалисты провозгласили свою власть и в Терской области. Таким образом, Дагестан, главным органом власти в котором оставался Дагестанский исполнительный комитет, оказывался в советском окружении.

## Причины

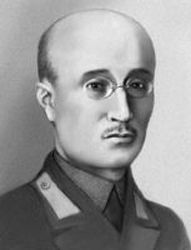
Уллубий Буйнакский

Пока в столице Дагестанской области — Темир-Хан-Шуре — шло политическое противостояние между шариатистами и социалистами, в Порт-Петровске и Дербенте событие развивались обособленно. Основным оплотом большевиков в Дагестане стал Петровск, населённый преимущественно русским пролетариатом. Лидером петровских большевиков был Уллубий Буйнакский. Вскоре после Октябрьской революции власть в городе фактически захватил Военно-революционный комитет, который сформировал из русских солдат бывшего гарнизона свой военный отряд — Интернациональный полк Красной гвардии, насчитывающий до 300 человек.
2-й Дагестанский конный полк, который должен был охранять Петровск от проходящих большевистских войск, с большими потерями отступил из города в сторону Темир-Хан-Шуры и остановился в Кумторкале. Спешенный взвод с корнетом Имамом Буслаевым был окружён в одном доме и подожжён большевиками, все погибли.
Ревком контролировал типографию, газеты, а также начал взимать материальные средства у богатых, отказавшихся арестовывали и сажали в тюрьму. Против радикальных методов петровских большевиков выступила большая часть Дагестанской социалистической группы. Национализация промышленности, которую большевики предприняли в Петровске, стала одной из главнейших причин начала Гражданской войны в Дагестане. Недовольные взысканиями граждане обращались к исполкому с требованием установить в городе свою власть.

## Подготовка и поход

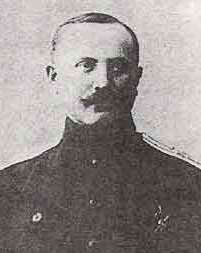
Князь Нух-бек Тарковский

Полковник Нух-бек Тарковский, стоявший во главе армии, перевёл 1-й Дагестанский конный полк в Темир-Хан-Шуру из Хасав-юрта и объединил его с 2-м Дагестанским конным полком. База для полка была обустроена в Кумторкале, они заняли также железнодорожную станцию Шамхал. Штабом руководил полковник Коитбеков. Через станцию проехал отряд Эльмурзы Мистулова, после переговоров поделившийся со штабом боеприпасами. Было начато формирование двух добровольческих батальонов имени имама Шамиля. Штабс-ротмистр Кайтмас Алиханов набрал горских добровольцев в милицию и прибыл с отрядом в 300—400 солдат и пушками из Хунзаха. В Кумухе был набран отряд для обслуживания орудий.
Ситуация в Петровске стала предметом обсуждения заседания исполкома в Темир-Хан-Шуре. Все, кроме одного члена, выступили за силовой метод регулирования. Руководство операцией было возложено на полковника Гольдгара. Конный полк выступил утром, за ним к часу дня выступили милиция Милли-комитета и половина маршевой сотни под командованием полковника Магомеда Джафарова. Для переговоров в Петровск выехали также председатель исполкома Алибек Тахо-Годи и областной комиссар.
Переговоры так и не смогли состояться, так как, узнав о надвигающемся войске, Революционный комитет принял решение не оказывать сопротивление — он сдал город, его представители сели на пароходы и уплыли в Астрахань и Баку. Город был взят 25 марта (13 марта  по старому стилю). По словам социалиста Алибека Тахо-Годи, силы милиции и Дагестанского полка потеряли в перестрелке с Интернациональным полком четыре человека, согласно мемуарам полковника Джафарова, красногвардейцы не оказали никакого сопротивления. Дербент также был взят с помощью бронепоезда.

## Последствия
После взятия город подвергся грабежам и пожарам. Был захвачен денежный груз Совета Народных Комиссаров, предназначенный Бакинскому Совету. Началась подготовка города к обороне. На случай наступления на город бакинских большевиков в Петровск для обеспечения обороноспособности были приглашены отряды Нажмудина Гоцинского. Тот вошёл в город и ввёл шариатские меры, грабители прилюдно избивались палками.
Военная операция в Петровске стала отправной точкой в Гражданской войне в Дагестане. 26 марта 1918 года большевик Алёша Джапаридзе, выступая в Бакинском совете, сказал: «Вся наша прежняя политика сводилась к тому, чтобы выиграть время, необходимое для организации крестьян. Мы знали, что нам придётся вступать в схватку с контрреволюционными силами и готовились к этому. Петровские события вывели нас из пассивного на вид положения».

### Комментарии
1. ↑  Социалисты были представлены «Дагестанской социалистической группой», включавшей М. Дахадаева, М. Хизроева, Д. Коркмасова, А. Зульфукарова, С. Габиева и А. Тахо-Годи[1].
2. ↑  Шариатистами в историографии обозначаются объединённые в организацию «Джамиатул Ислами» влиятельные представители дагестанского исламского духовенства и их сторонников, лидерами которых был Нажмудин Гоцинский[2].